# Louis Farrakhan
Louis Haleem Abdul Farrakhan, originalmente chamado Louis Eugene Walcott (Nova Iorque, 11 de maio de 1933), é o atual líder do grupo negro estadunidense Nation of Islam. Tornou-se célebre pelo sucesso a organizar a Million Man March em 1995, uma manifestação que juntou quase um milhão de homens negros em Washington para protestar contra a degradação sócio-económica da minoria afro-americana.[carece de fontes?]
Sucedeu à frente da NOI a Elijah Muhammad.[carece de fontes?]

## Biografia

### Infância e família
Farrakhan nasceu no bairro nova-iorquino Bronx. É filho de imigrantes das Antilhas. A mãe chamava-se Mae Manning e nasceu na ilha de São Cristóvão. Esta casou com o jamaicano Percival Clark mas o marido cedo a abandonou. O pai de Farrakhan seria assim um outro antilhano, Louis Walcott em homenagem a quem seria batizado. Farrakhan tem um irmão mais velho chamado Alvan.
Entre os antepassados por via paterna de Farrakhan, segundo o próprio chegou a dizer, existem portugueses brancos, provavelmente judeus. De facto, a Jamaica, tal como outras ilhas das Antilhas acolheu cristãos novos oriundos de Portugal.

## Controvérsias
Louis Farrakhan é alvo constante de críticas devido aos seus discursos, que alguns classificam como discursos de ódio. Seus críticos o acusam de ser racista, antissemita e homofóbico.